# Об'єкт 1200
Об'єкт 1200 —  радянський дослідний піхотний бойовий транспортний засіб. Розроблений у місті Брянськ в Бюро дизайну Брянського автомобільного заводу (БАЗ). Серійно не вироблявся.

## Історія створення
На початку 1960-х про інструкції Міністерства оборони СРСР бронетанкових транспортних засобів для моторизованих стрілецьких військ Серед основних вимог були:
1. Захист від масових уражень;
2. Значна вогнева сила;
3. Подолання водних бар'єрів;
4. Можливість незалежної боротьби з ворожими танками.

Однією з цих подій був "Об'єкт 1200". Розробка якої була розпочата в 1964 на Брянському автомобільному заводі під керівництвом головного дизайнера Розува Рафайла Олександровича. У вересні 1965 було створено макет без встановлення у башті пістолета та кулемета.
Автомобіль витримав конкурентні тести. Однак перевагу Міністерства оборони було надано варіантам гусениці бойової машини піхоти.

## Опис структури
"Об'єкт 1200" був зроблений на спеціальній базі, посадка була розташована спереду і за бойовою гілкою. Вихід здійснювався через порогові двері..

### Тіло броні та башта
У башті був пістолет і парний з ним кулемет. Башта та корпус представляли зварну конструкцію, виготовлену з ритуальних броньових листів зі сталі. . 
Дизайн та схема башти повторювали дизайн BMP-1.. 
Електростанція була розташована в кормі зліва .

### Зброї
Основна зброя була гладкою 73-мм встановленням гармати  2A28 "Грім". Боєприпаси становили 40 пострілів .
З основною зброєю була версія танка 7,62 мм кулемета Калашникова (PKT). Чарівні боєприпаси склали 2000 раундів.. 
Для боротьби з цистернами на машині було встановлено запуск 9M14 "Malyutka". Заклачені боєприпаси були 4 ракетами.

### Шасі
У машині було встановлено гідропневматичну підвіску, завдяки якому машина змогла змінити дозвіл на дорогу. Широкі -профільні шини також використовувались із централізованою системою розгойдування.

## Збережене зразки
- Росія:
  - м. Кубінка -  Центральний музей бронетанкового озброєння і техніки в Кубинці.

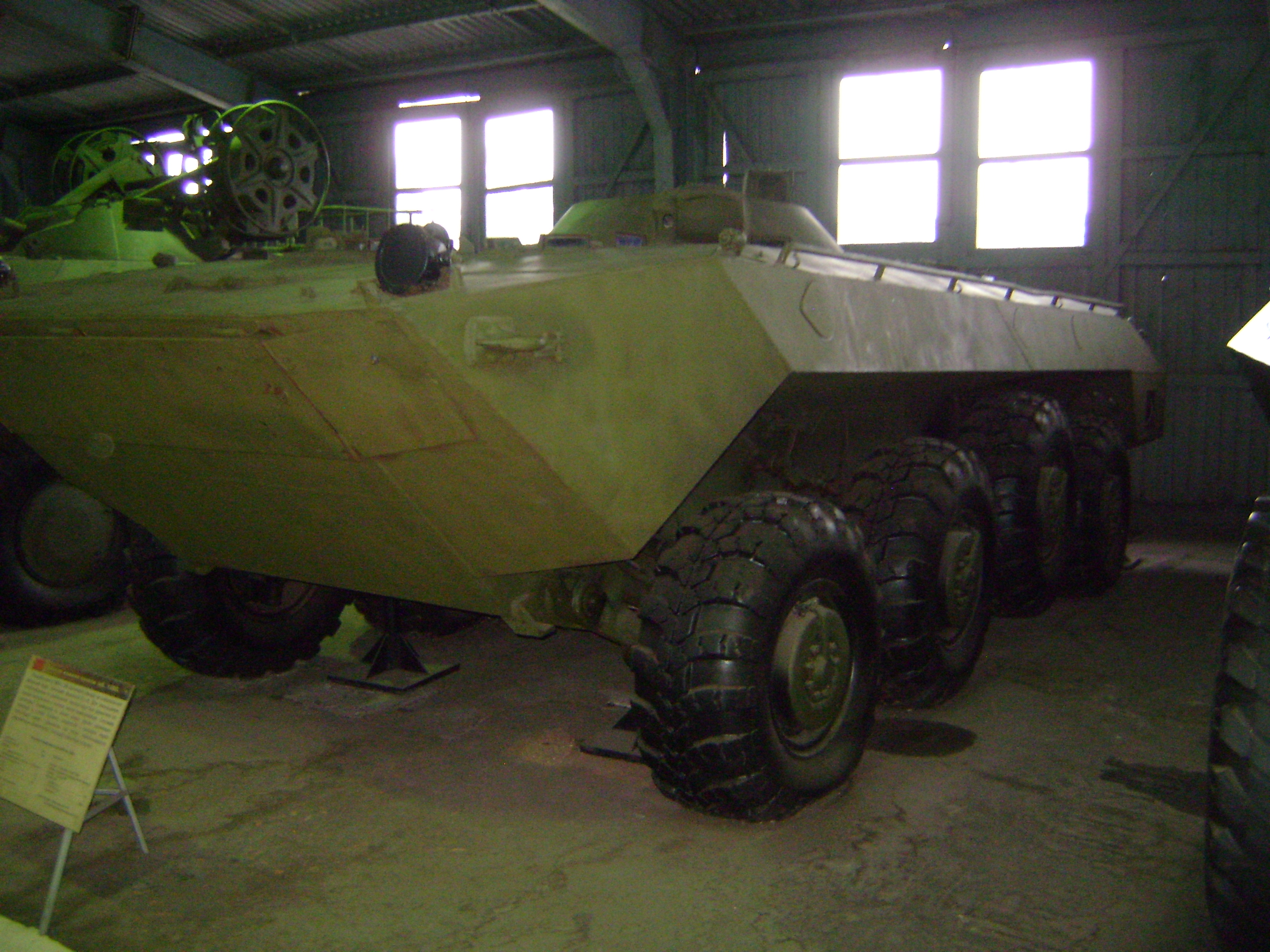
Об'єкт 1200 в Бронетанковому музеї в Кубинці.
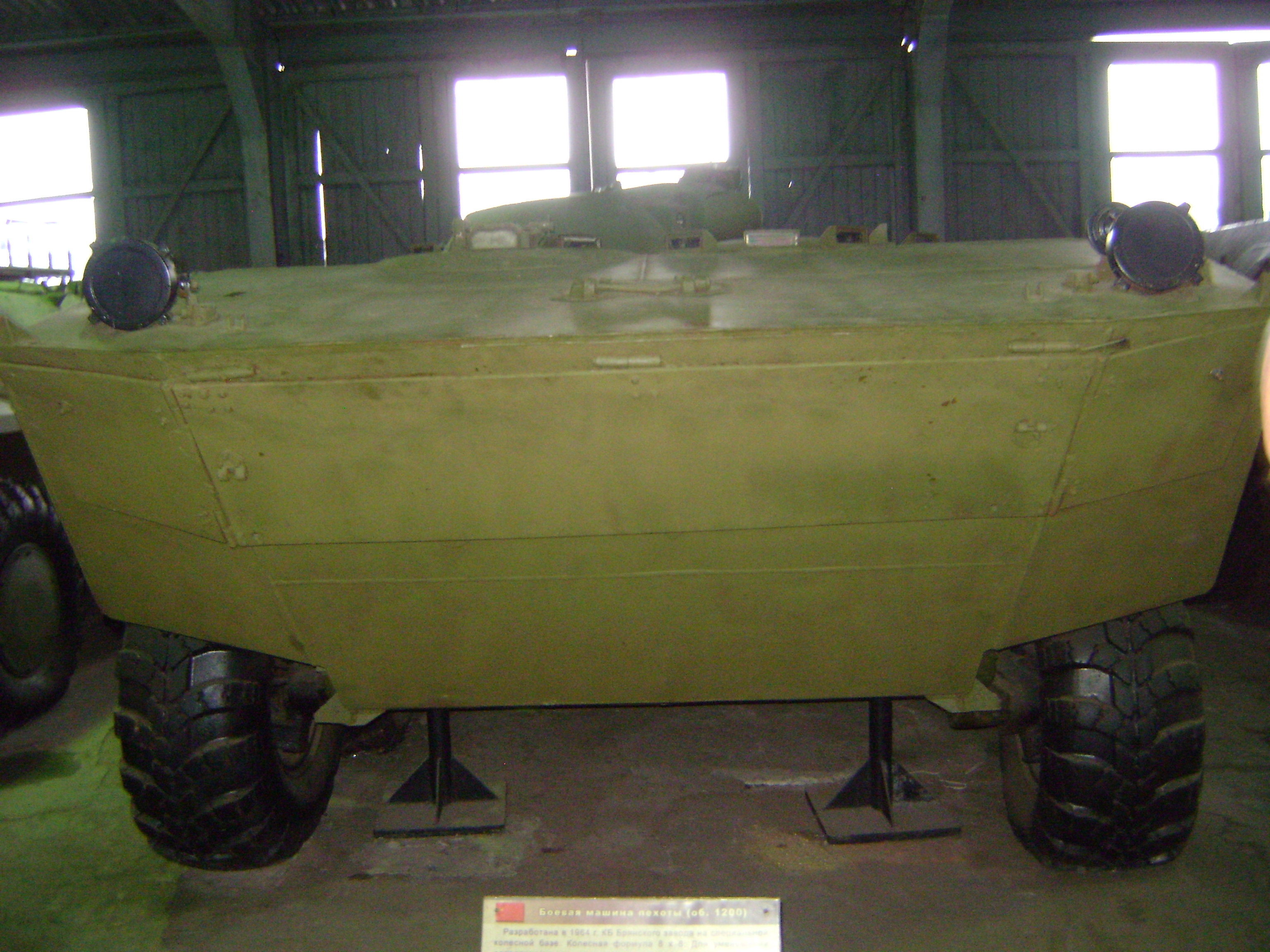
Об'єкт 1200 в Бронетанковому музеї в Кубинці.
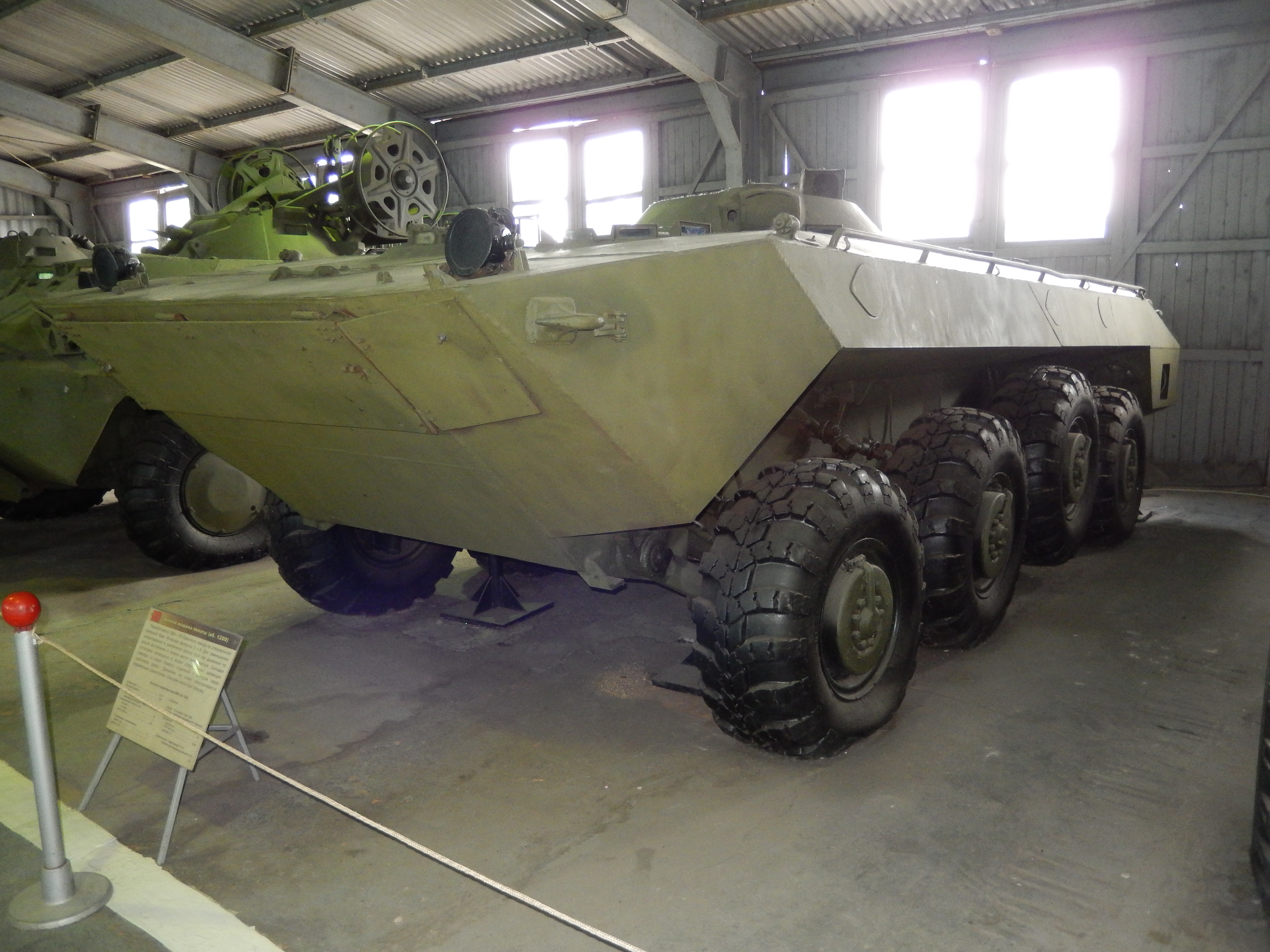
Об'єкт 1200 в Бронетанковому музеї в Кубинці.